# 이실활
이실활(李失活, 640년경~718년, 재위: 697년~717년)은 거란의 수령으로 대하굴가의 손자이며 이진충의 사촌 동생이다.

## 생애
일가족이 살해될 때 살아남고 714년 거란 남부의 지도자로 있을 때 당나라로부터 금은보화로 매수되었다. 715년 카파간 카간(默啜可汗) 세력이 쇠퇴한 틈을 타서 무리를 이끌고 당나라로 항복해 왔다. 이에 당나라는 다시 송막도독부를 설치해 주고 이실활을 송막군왕에 책봉하고 좌금오위대장군 겸 송막도독부 도독에 임명하였다. 그가 거느리는 8부락은 예전 우두머리를 자사로 임명하고 다시 장군 설태(薛泰)로 하여금 감독하고 감시하도록 하였다. 716년 이실활이 입조하자, 당나라 종실의 질녀 양씨(楊氏)를 영락공주(永樂公主)로 삼아 시집보냈다. 718년 이실활이 죽자 현종이 애도를 표하고 특진(特進)에 추증하였다.

## 가계
- 부왕 : 대하씨(大賀氏)
- 모후 : 미상
  - 문신 : 이실활(李失活)
  - 부인 : 미상

## 참고 문헌
- 《구당서(舊唐書)》
- 《신당서(新唐書)》